# Britannia (tv-serie)
Britannia er en historisk mysterisk drama tv-serie, som er skabt af Jez Butterworth og Tom Butterworth. Serien var det første samarbejde og co-produktion mellem Sky og Amazon Prime Video og medvirkende i serien er Kelly Reilly, David Morrissey, Zoë Wanamaker, Mackenzie Crook, Nikolaj Lie Kaas og Eleanor Worthington Cox. Serien havde premiere på Sky Atlantic i Storbritannien den 18. januar 2018 og på Amazon Prime Video i USA den 26. januar 2018.